# Enrico Komning

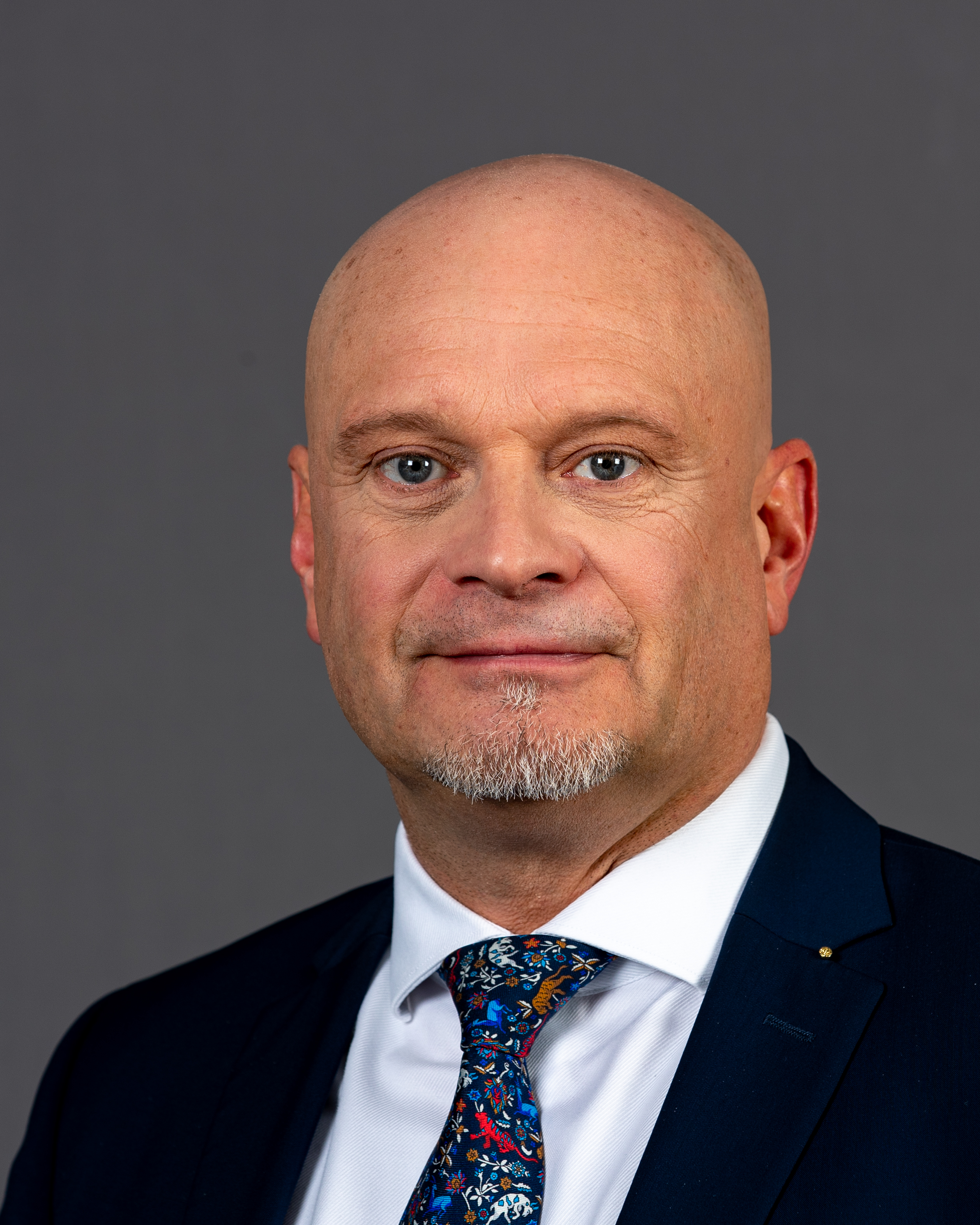
Enrico Komning, 2020

Enrico Komning (* 6. August 1968 in Stralsund) ist ein rechtsextremer deutscher Politiker der Alternative für Deutschland. Bei der Landtagswahl in Mecklenburg-Vorpommern 2016 zog er über die AfD-Landesliste in den Landtag von Mecklenburg-Vorpommern ein. Seit 2017 ist Komning Mitglied des Deutschen Bundestags.

## Leben
Komning besuchte bis 1985 die zehnklassige Polytechnische Oberschule und machte dann bis 1988 eine Berufsausbildung mit Abitur zum Baufacharbeiter. 1989 verpflichtete er sich zum „Dienst auf Zeit“, einem zeitlich auf mindestens drei Jahre befristeten und freiwillig einzugehendem Dienstverhältnis, das dem Wehrdienst in der Nationalen Volksarmee (NVA) gleichgestellt war, beim Wachregiment „Feliks Dzierzynski“. Das Wachregiment war eine Struktureinheit des Ministeriums für Staatssicherheit (MfS), die Einstellung erfolgte auf freiwilliger Basis. Laut Dienstlaufbahnordnung des MfS waren Soldaten und Unteroffiziere, die „Dienst auf Zeit“ leisteten, Angehörige des Ministeriums für Staatssicherheit und standen zu diesem in einem hauptamtlichen Dienstverhältnis. Gemäß § 6 Abs. 4 Nr. 1 Stasi-Unterlagen-Gesetz gelten sie dementsprechend während der Ableistung dieses „Dienstes auf Zeit“ als hauptamtliche Mitarbeiter des Staatssicherheitsdienstes.
Nach der Auflösung des Wachregiments war er 1990 als Maurer beschäftigt. Im Jahr 1991 nahm er ein Studium der Rechtswissenschaften an der Ernst-Moritz-Arndt-Universität in Greifswald auf. Im selben Jahr wurde er Mitglied der pflichtschlagenden Greifswalder Burschenschaft Rugia in der DB. Das Bundesamt für Verfassungsschutz sieht in der Rugia laut einem im Januar 2019 bekannt gewordenen Bericht zur AfD „eine Gruppierung mit rechtsextremistischen Bezügen“. Er legte 1996 das erste und 1998 das zweite Juristische Staatsexamen ab. Seit dem Jahr 2000 ist er selbständiger Rechtsanwalt.
Komning ist verheiratet und hat vier Kinder. Er wohnt in Neubrandenburg.

## Politik
Komning war 2000/2001 Mitglied der Partei Rechtsstaatlicher Offensive (Schill-Partei) und Landesvorstandsmitglied, verantwortlich für Rechts- und Sicherheitspolitik. Von 2010 bis 2012 war er Mitglied in der Freien Demokratischen Partei (FDP) und auch dort Mitglied im Landesvorstand Mecklenburg-Vorpommern und im Landesfachausschuss Inneres und Recht.
Kommunalpolitisch war er Stadtvertreter und Fraktionsvorsitzender der Fraktion FDP/Freie Bürger im Stadtparlament Neubrandenburg und Sachkundiger Einwohner für die Kreistagsfraktion FDP/FW/WLGR. Eine Landratskandidatur für den Landkreis Mecklenburgische Seenplatte am 8. September 2011 für die FDP blieb erfolglos; er erhielt 4,2 % der Stimmen.
Im Jahr 2014 wurde er Mitglied der Partei Alternative für Deutschland (AfD). Er war dort in den Jahren 2015 und 2016 Beisitzer im Kreisvorstand Mecklenburgische Seenplatte. 2015 wurde er Beisitzer und Justitiar im Landesvorstand Mecklenburg-Vorpommern. Er ist Mitglied im Landesfachausschuss Freiheit und Recht in Sicherheit.
Bei der Landtagswahl in Mecklenburg-Vorpommern 2016 kandidierte er als Direktkandidat der AfD im Wahlkreis 3 (Neubrandenburg II) und zog über die Landesliste der AfD, auf der er auf Platz vier stand, in den Landtag von Mecklenburg-Vorpommern ein.
Bei den Bundestagswahlen 2017 und 2021 zog er über die Landesliste Mecklenburg-Vorpommern in den Deutschen Bundestag ein. Seine Kandidatur als Direktkandidat im Wahlkreis Mecklenburgische Seenplatte I-Vorpommern-Greifswald II blieb jeweils erfolglos. Er ist seit 2019 einer der vier parlamentarischen Geschäftsführer der AfD-Fraktion im Deutschen Bundestag. Im 19. Deutschen Bundestag war Komning ordentliches Mitglied im Ausschuss für Wirtschaft und Energie, sowie im Unterausschuss Regionale Wirtschaftspolitik und ERP-Wirtschaftspläne. Zudem gehörte er als stellvertretendes Mitglied dem Ausschuss für Ernährung und Landwirtschaft und dem Ausschuss für Verkehr und digitale Infrastruktur an. In der 20. Legislaturperiode ist Komning Mitglied des Wirtschaftsausschusses, stellvertretendes Mitglied im Ausschuss für Ernährung und Landwirtschaft und gehört der Delegation des deutschen Bundestages in der Ostseeparlamentarierkonferenz an. In der 20. Legislaturperiode erhielt er ca. eine Million Euro aus Nebentätigkeiten aus Bruttoumsätzen seiner Anwaltskanzlei (Stand: Oktober 2024).
Komning war prominentes Mitglied der AfD-internen völkisch-nationalistischen und rechtsextremen Gruppierung Der Flügel und lud in dieser Eigenschaft Ende 2019 zum „1. Flügeltreffen“ nach Mecklenburg-Vorpommern ein.

### Politische Äußerungen
Er sympathisiert mit der rechtsextremen Identitären Bewegung und mit Pegida.
Der Schwerpunkt von Komnings politischer Arbeit liegt in der Politik für mittelständische Unternehmen, die er als das „Rückgrat der deutschen Wirtschaft“ ansieht und deren Belastung durch bürokratische Vorgaben er kritisiert. Er setzt sich für eine Liberalisierung des Waffenrechts zum „Selbstschutz“ ein. Komning sagte im Jahr 2017, er lehne „gesellschaftspolitische Umerziehungsmaßnahmen wie Gender-Mainstreaming“ ab.
Laut Angaben der Schweriner Volkszeitung soll Komning im Jahr 2016 die Abschaffung der parlamentarischen Demokratie und des Parteiensystems als Ziel erklärt haben. Die entsprechende Tonaufnahme soll nach Aussage Komnings gegen Ende 2016 „ohne sein Wissen entstanden“ sein und seine Ausführung zu einer „Modifizierung des Parlamentarismus“ verfälschen.
Die Zeitung Nordkurier brachte 2020 eine nach eigenen Angaben vollständige Wiedergabe der Äußerungen in einem Artikel. Laut Nordkurier war das, was sich anfangs wie eine Aufforderung zur Abschaffung der Demokratie anhört („… parlamentarischer Staat, oder wie auch immer diese Demokratie heißt, […] die wollen wir ja aber gar nicht. Die wollen wir doch abschaffen.“) im Prinzip nur eine Fortführung des AfD-Parteiprogramms, demzufolge Berufspolitikertum auf eine notwendiges Minimum reduziert und die direkte Demokratie gestärkt werden soll.